# Karmeliterplatz (Graz)

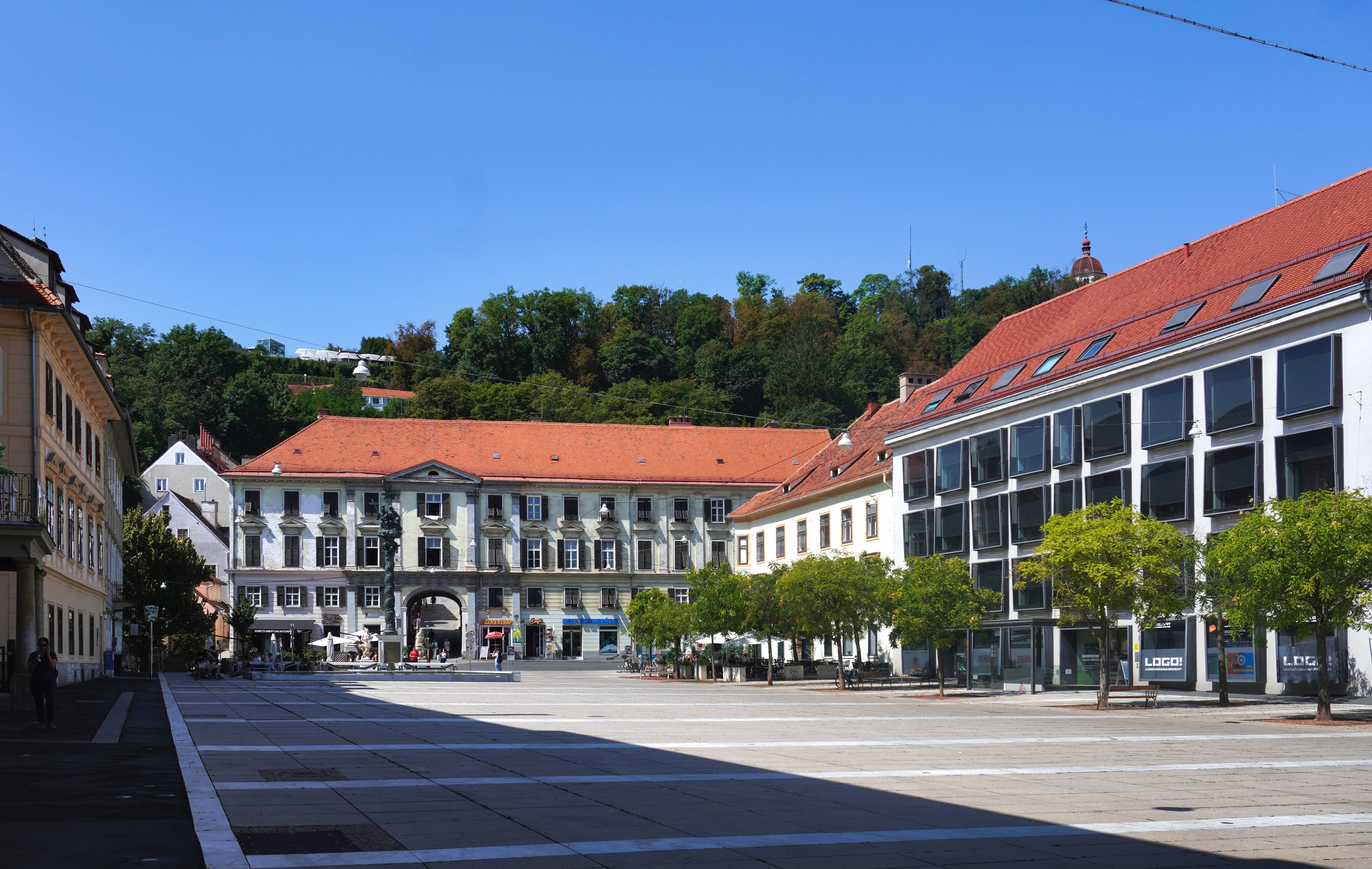
Karmeliterplatz, Blick Richtung Westen

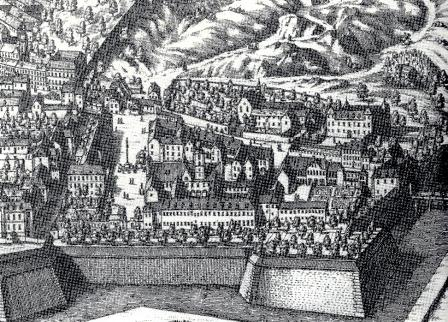
Paulustorvorstadt um 1699. Der Karmeliterplatz befindet sich in der linken Bildhälfte.

Der Karmeliterplatz ist ein Platz im ersten Grazer Stadtbezirk Innere Stadt und wurde nach dem ehemaligen Karmeliterkloster benannt.
Der Platz befindet sich zwischen der Sporgasse, der Hartigasse und der Paulustorgasse. Im Osten schließt der Pfauengarten an. Der Karmeliterplatz wurde ab 1578 von Erzherzog Karl II. angelegt und war als Mittelpunkt einer Stadterweiterung geplant. Er ist eine großflächige rechteckige Anlage und weist an der Nord- und Südseite eine geschlossene Verbauung aus dem 17. Jahrhundert auf. Bis zur Gründung des Karmeliterklosters 1629 durch Kaiser Ferdinand II. trug der Karmeliterplatz die Bezeichnung Platz gegen die Burg. Von 1938 bis 1945 wurde er in Rudolf-Erlbacher-Platz umbenannt.
Am Platzrand neben dem annähernd quadratischen Brunnen steht die Dreifaltigkeitssäule. Diese hatte einst den Hauptplatz am Eingang zur Sackstraße als Standort und musste wegen des Verkehrsnetzausbaus versetzt werden. Neben dem Karmeliterplatz und der Dreifaltigkeitssäule ist das ehemalige Palais Galler erwähnenswert, in dem sich heute die Parteizentrale der Steirischen Volkspartei befindet. Der Pfauengarten, der direkt an den Karmeliterplatz anschließt, ist gegenwärtig ein Veranstaltungsgelände mit Tiefgarage. Das Areal ist durch einen Stadtmauerrest begrenzt. Bei der Einfahrt zur Tiefgarage in der Sauraugasse kann man ein Ecktürmchen erkennen.

## Liste bedeutender Bauten und Denkmäler
| Name                                                                  | Anmerkungen | Bild |
| --------------------------------------------------------------------- | --- | ---- |
| Ehemalige päpstliche Nuntiatur                                        | |      |
| Steiermärkisches Landesarchiv (Ehemaliges Karmeliterkloster)          | Das Steiermärkische Landesarchiv ist heute in den Räumlichkeiten des ehemaligen Karmeliterklosters untergebracht. Das Kloster wurde nach den Plänen Domenico Torres für Erzherzog Ferdinand von 1628 bis 1631 erbaut. Im Zuge der josephinischen Reformen wurde das Kloster säkularisiert und der Turm der Kirche zum heiligen Joseph abgetragen. Nach der Klosterschließung fand das Gebäude bis 1918 als Garnisonsspital, später als Landesgendarmeriekommando und schließlich als Landesarchiv Verwendung. |      |
| Parteizentrale der Steirischen Volkspartei (Ehemaliges Palais Galler) | Die Parteizentrale der Steirischen Volkspartei befindet sich in den Räumlichkeiten des ehemaligen Palais Galler an der Südseite des Karmeliterplatzes. Das Palais wurde um 1690 von den Grafen Galler in Auftrag gegeben. Im Hof befinden sich Arkadengänge und in der Vorhalle zum Stiegenhaus ist eine Stuckdecke zu sehen. Die Geschichte des Palais Galler liegt bis ins 18. Jahrhundert im Dunklen. Erst 1728 scheint Graf Wilhelm von Galler als Besitzer auf. 1748 erhält das Stadtpalais den Namen „Breunerisches Haus“. Von 1785 bis 1803 befand es sich im Besitz der Gräfin Elisabeth von Galler. Danach wechselten die Eigentümer oft. Von 1938 bis 1945 war das Palais Sitz der Gauleitung der NSDAP. |      |
| Dreifaltigkeitssäule                                                  | Die Dreifaltigkeitssäule am Karmeliterplatz stand ursprünglich an der Einmündung des Hauptplatzes in die Sackstraße. Die im Jahr 1680 von Kaiser Leopold I. nach beendeter Pest gestiftete Säule musste einerseits wegen Baufälligkeit, andererseits wegen der Verkehrslage vom alten Standort entfernt und auf dem Karmeliterplatz aufgestellt werden. Die Bronzegruppe der heiligen Dreifaltigkeit wurde von Andreas Marx geschaffen. Sie steht auf einer Spiralsäule, die von Medardus Reig gegossen wurde. Die beiden Sandsteinfiguren am Sockel zeigen Darstellungen der Heiligen Rochus und Sebastian. Beide wurden vermutlich vom Bildhauer Johann Jacob Schoy gefertigt.                                   |      |
| Rest der alten Stadtmauer                                             | |      |